# Трухина (деревня)
Трухина — упразднённая деревня в Уватском районе Тюменской области России. Входила в состав Демьянского сельского поселения. В 2013 году включена в состав села Демьянское и исключена из учётных данных.

## География
Деревня находится в северной части Тюменской области, в пределах юго-восточной части Западно-Сибирской равнины, на правом берегу реки Иртыш, примыкала с юго-востока к селу Демьянское.
Климат
Климат характеризуется как континентальный, с длительной (около 5 месяцев) морозной зимой и тёплым достаточно продолжительным (3 — 3,5 месяца) летом. Средняя многолетняя температура самого холодного месяца (января) составляет −21 — −19 °C, температура самого тёплого (июля) — около 17 °C. Безморозный период длится в течение 110—120 дней. Средняя продолжительность периода с температурой выше 10 °C составляет 92—110 дней, а период с температурой выше плюс 15 °C — 60—70 дней.

## История
В 2013 году объединены населённые пункты, расположенные в границах Демьянского сельского поселения Уватского муниципального района Тюменской области, в форме присоединения деревни Трухина к селу Демьянское.

## Население
| 1989 | 2002 | 2010 |
| ---- | ---- | ---- |
| 39   | ↘22  | ↗44  |

Национальный состав
Согласно результатам переписи 2002 года, в национальной структуре населения русские составляли 91 %